# Vredens tid (bok av C.S. Lewis)
Vredens tid (originaltitel: That Hideous Strength) är en roman av C.S. Lewis från 1945. Boken är den sista i en serie Science fiction-böcker med originaltiteln The Space Trilogy.